# Autoroute A38 (Portugal)
Pour les articles homonymes, voir A38.
L'autoroute portugaise A38 est une courte autoroute de 7 km qui permet de relier Almada et l'  à Costa da Caparica.
Cette autoroute est gratuite (concessionnaire: Brisa).

## Historique des tronçons
| Tronçon                    | État       | km |
| -------------------------- | ---------- | -- |
| Almada - Costa da Caparica | En service | 7  |

## Trafic
| Section  | Trafic (en véhicules par jour) en 2010 |
| -------- | -------------------------------------- |
| Almada - | 19858                                  |

## Capacité
| Section | Capacité | Longueur |
| ------- | -------- | -------- |
|         |          | 7 km     |

## Itinéraire

Carte de l'A38

| Sorties | Villes                   |
| ------- | ------------------------ |
|         | Almada                   |
| 01      | Pont du 25 avril Setúbal |
| 02      | Caparica                 |
| 03      | Charneca da Caparica     |
| 04      | Funchalinho              |
|         | Costa da Caparica        |